# دریچه

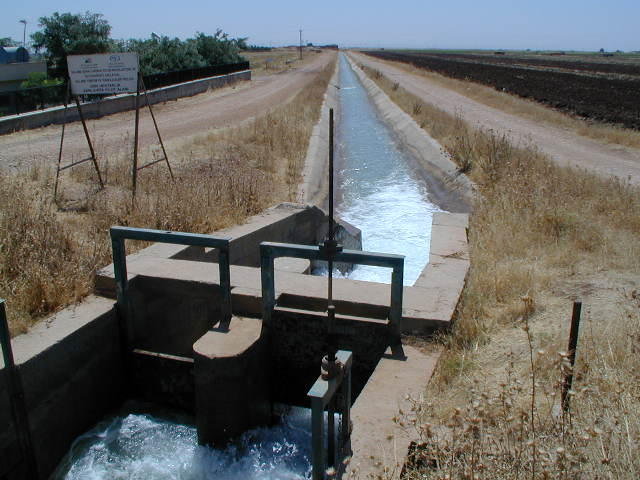
یک دریچه قائم.

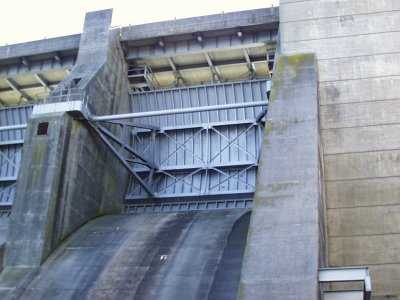
یک دریچه شعاعی.

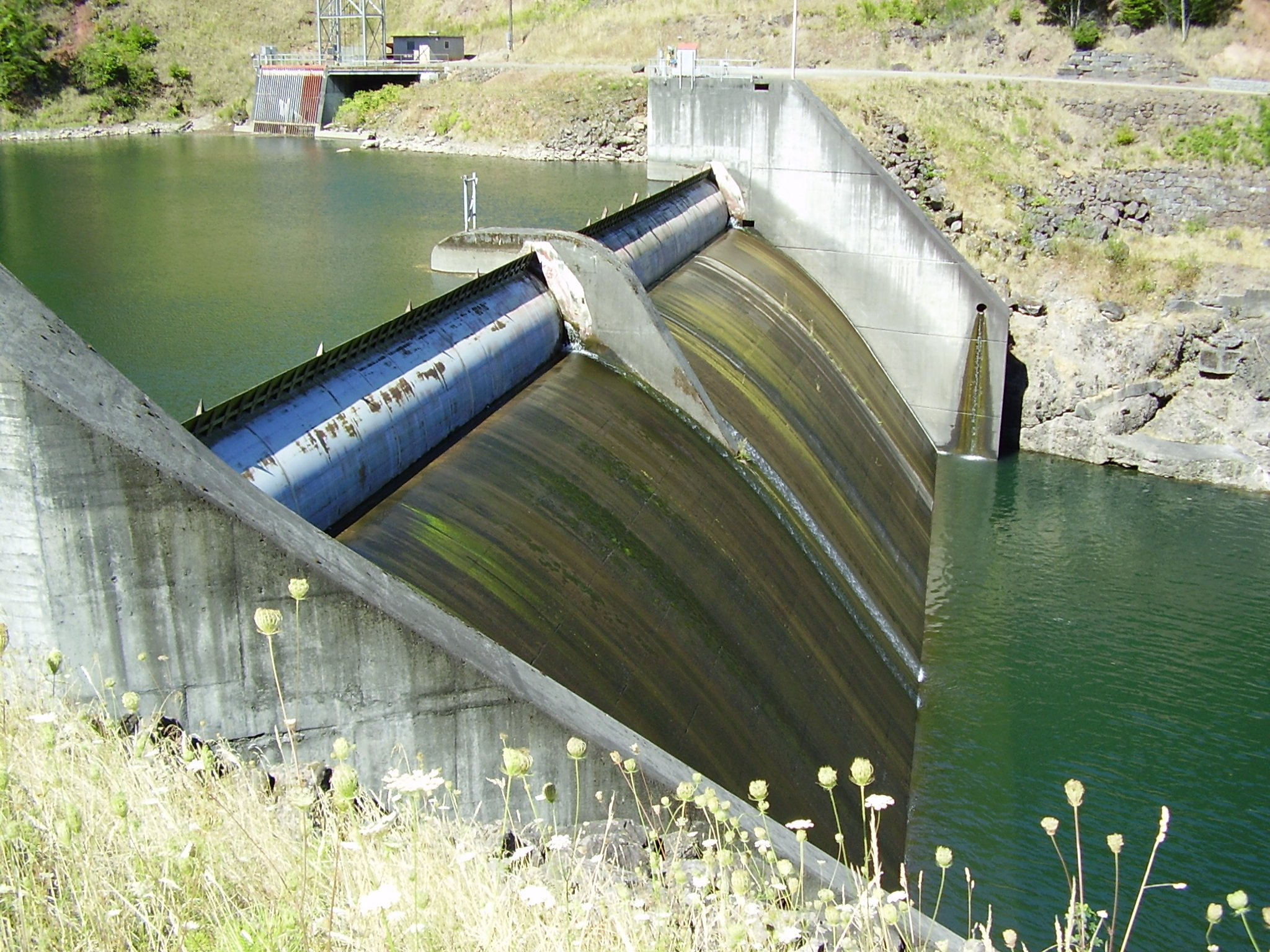
یک دریچه طبلی.

دریچه (به انگلیسی: Gate) از جمله سازه‌های کنترل‌کننده جریان هستند که در شکل‌ها و با نحوه عملکردهای متفاوتی مورد استفاده قرار می‌گیرند. sluice (/slus/ SLOOS) یک واژه آلمانی به معنی کانال است. قبل از دریچه ها معمولا یک کانال وجود دارد. بنابراین در ادبیات مهندسی عموما Sluice Gate به دریچه ای گفته می شود که روی کانال و به منظور کنترل جریان نصب می شود . از جمله محل‌های استفاده دریچه‌ها می‌توان در روی تاج سریزهای لبه آبریز یا در محل خروج آب از دریاچه به رودخانه و کانال باشد .

## انواع دریچه
- دریچه زیرگذر (Underflow Gate)
  - دریچه طبلی (Drum Gate)
  - دریچه شعاعی (Radial Gate)
  - دریچه قائم یا دریچه کشوئی (Vertical Sluice Gate)
  - دریچه قطاعی
  - دریچه کامپوریت
  - دریچه منهول پلی اتیلن[پیوند مرده]

دریچه‌های کشوئی و قطاعی از جمله متداولترین سازه‌های هیدرولیکی متحرک هستند که به منظور تنظیم سطح آب و دبی جریان در کانال‌های آبیاری، مجرای تخلیه رسوبات بندهای انحرافی، دهانه‌های آبگیر، سرریز سدهای بزرگ مورد استفاده قرار می‌گیرند.

## طراحی دریچه کشویی (Sluice Gate)
دریچه های عمودی رایج ترین دریچه ها در کانال های باز هستند. عملکرد این دریچه ها در دو رژیم جریان است: جریان آزاد (پرش هیدرولیکی آزاد) و جریان مستغرق (پرش هیدرولیکی مستغرق). مهمترین اعماق در طراحی دروازه های دریچه ای عبارتند از :

{\displaystyle Y_{U}}: عمق بالادست
{\displaystyle Y_{G}}: میزان بازشدگی دریچه
{\displaystyle Y_{m}}: نقطه تمرکز جریان
{\displaystyle Y_{J1}}: عمق اولیه پرش هیدرولیکی
{\displaystyle Y_{J2}}: عمق ثانویه پرش هیدرولیکی
{\displaystyle Y_{D}}: عمق پایین دست

جریان زیر Sluice Gate را می‌توان با استفاده از مفهوم انرژی-تکانه با فرض ناچیز بودن تلفات انرژی توصیف کرده و دبی عبوری از دریچه عمودی را می توان با استفاده از رابطه زیر تخمین زد :

در این رابطه ضریب گذردهی (Cd) دریچه کشویی برای پرش هیدرولیکی آزاد (جریان آزاد) از رابطه زیر بدست می آید :

ضریب گذردهی دریچه کشویی برای پرش هیدرولیکی مستغرق (جریان مستغرق) از رابطه زیر بدست می آید :